# Jindřiška Flajšhansová
Jindřiška Flajšhansová, rozená Kakšová (4. září 1868 Sedlčany – 30. května 1931 Praha), byla česká učitelka, literátka, aktivistka, pátá starostka Ženského výrobního spolku českého a redaktorka Ženských listů

## Život
Matka Jindřišky Flajšhansové byla blízkou přítelkyní Jana Nerudy a objevily se dokonce spekulace, že je Jindřiška jeho dcerou. O jejím dětství a mládí není známo téměř nic, snad jen to, že je prožila ve Slaném. V Praze absolvovala ženský učitelský ústav a poté pět let působila jako učitelka literatury až do roku 1894, kdy se provdala za profesora Václava Flajšhanse. 
Zaměřovala se především na pomoc nevidomým, angažovala se ve vydávání tisku pro nevidomé a stala se místopředsedkyní „Českého slepeckého tisku“. Kromě všech dobročinných a rodinných aktivit se věnovala také vlastní literární tvorbě. Psala především statě do časopisů a přednášela.

Ukázka z časopisecké tvorby: 
„Uprostřed chrámu svatovítského, jehož mystické šero osvětlovaly smutně planoucí svíce kol vysokého katafalku a na hlavním oltáři, kde J. M. biskup Brusák sloužil smuteční mši svatou za zesnulou, odpočívala v rakvi drahá naše ředitelka. V truchlivě mlčící svatyni, velebné ve své výši, v níž stáváme jindy v zamyšlení nad minulostí chrámu a jež i jindy uchvacuje nás svou pochmurnou ohromností, tam klonila se k zemi. Hrdě a směle stoupá gotická klenba ve starých obloucích do výše tíhnouc k nekonečnosti – a jako z nebes nesly se při mši z kůru do velebného, smutného ticha zpěvy nejčistčí melodie. Stesk pojal každého v tom hlubokém klidu, nad nímž zdály se vznášeti se stíny, plnící chrám tichými vzdechy.

## Působení v Ženském výrobním spolku a v Ženských listech

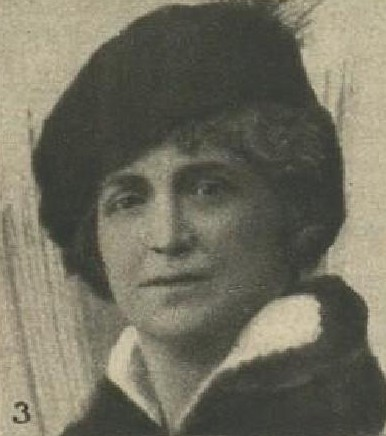
Jindřiška Flajšhansová okolo r. 1931

Od roku 1910 se stala aktivní členkou „Ženského výrobního spolku“ a následně byla zvolena do jeho výboru. Již dříve také přispívala do „Ženských listů“, které byly tiskovým orgánem spolku a jejichž redaktorkou byla v této době Eliška Krásnohorská. Flajšhansová psala vlastní články, ale také překládala zahraniční články o ženské emancipaci a výtahy z nich pak Ženským listům poskytovala. Poté, co Krásnohorská kvůli zhoršujícímu se zdravotnímu stavu odešla z čela spolku, se 13. listopadu 1910 stala jeho starostkou. Následně převzala po Krásnohorské též funkci redaktorky „Ženských listů“, které se postupně potýkaly stále s většími problémy, především finančními. Přes všechny nepříjemné okolnosti zajistila Jindřiška Flajšhansová existenci listů až do smrti Krásnohorské, kdy bylo jejich vydávání ukončeno. Poslední roky ve funkci starostky spolku a zároveň i poslední roky svého života věnovala Jindřiška Flajšhansová snaze o vznik pomníku její předchůdkyně Elišky Krásnohorské. Jeho slavnostního odhalení na Karlově náměstí v Praze, které se uskutečnilo 31. května 1931 se však již nedožila. Jindřiška Flajšhansová, pátá starostka „Ženského výrobního spolku českého“, zemřela 30. května 1931.

## Rodina
Manželé Flajšhansovi měli dvě děti – dceru Jindru a syna Jana.